# Steve Grote
Steve Grote, né à Cincinnati, dans l'Ohio, est un ancien joueur américain de basket-ball. Il évolue durant sa carrière au poste de meneur. 

## Palmarès
- 3e du championnat du monde 1974